# Tonfilm
Unter Tonfilm versteht man im Allgemeinen einen Film, der im Unterschied zum live begleiteten Stummfilm mit technisch wiederholbarer Schallbegleitung versehen ist. Insbesondere im englischen Sprachraum bezeichnete man frühe Tonfilme auch als Talkies (Kurzform von „talking pictures“, also „sprechende Bilder“).

## Geschichte
Der Kinofilm war nie stumm. In den Kinos wurde von Beginn an für musikalische Begleitung gesorgt, zumeist waren es Klavierspieler, auch Tappeure genannt. In vielen Kinos sorgte auch eine Kinoorgel für musikalische Untermalung. Bei Filmpremieren oder in großen Kinos wurden Filme von ganzen Orchestern mit bis zu 50 oder 60 Mitgliedern begleitet. Erste Versuche der Synchronisation von Phasenbildern mit einem Tonaufzeichnungsgerät stammen von Wordsworth Donisthorpe. 1894 oder 1895 kombinierte dann Thomas Alva Edisons Chef-Ingenieur Dickson den Kinetographen mit dem Phonographen und konstruierte auch verschiedene andere Kombinationen wie Kameraphon und Kinemaphon.
Eine kurze Blütezeit erlebten sogenannte Tonbilder zwischen 1907 und 1909. Ein Beispiel ist das Biophon-Verfahren von Oskar Messter. Dieses synchrone Abspielen von Schallplatten zum Film (Nadelton) konnte sich jedoch nicht durchsetzen, zumal die Synchronität meist nicht gewährleistet werden konnte.
Es bedeuten nach Reto Kromer:
Comopt = Lichtton auf dem Film (Sprossen- oder Zackenschrift)
Commag = Magnetton auf der Vorführkopie
Sepmag = Magnetton auf einem separaten Band
Sepopt = Lichtton auf einem separaten Band
Magopt = sowohl Lichtton wie Magnetton auf dem Film
Wichtige Stationen zur Entwicklung des Tonfilms:
- 1905 Hans Vogt (1890–1979) entwickelt in seinem Geburtsort Wurlitz/Rehau in Franken seine Idee vom Tonfilm. Seine in 17 Jahren erworbenen 150 Patente musste er nach Amerika an den Filmmogul William Fox verkaufen, weil sich niemand ernsthaft für den am 17. September 1922 weltweit erstmals aufgeführten Film, in dem auch Schauspieler zu hören waren, interessierte.[3]
- 1908: Camille Saint-Saëns (1835–1921) schreibt für den Film Die Ermordung des Herzogs von Guise die erste Originalfilmmusik.
- Um 1920: In speziellen Kino-Orchestern spielen ca. 50–60 Musiker. Es erklingen als Filmmusikuntermalungen sogenannte „cue sheets“ (wörtlich: Stichwortblätter): arrangierte Volkslieder, Opernauszüge und europäische Sinfonik aus dem 19. Jahrhundert, die zu den entsprechenden Filmszenen passen.
- 1921: Erste öffentliche synchrone Tonfilmaufführung durch Sven Berglund in Stockholm (35 mm, SEPOPT)
- 1922: Demonstration eines Tonfilms durch Józef Tykociński-Tykociner
- 17. September 1922: Der erste Film mit integrierter Lichttonspur durch Hans Vogt, Der Brandstifter des Produzenten Erwin Báron, wurde in Deutschland 1922 in den Berliner Alhambra-Lichtspielen aufgeführt.[4][5]
- 1927: Premiere des Films The Jazz Singer. Dieses Werk mit einigen Tonfilmpassagen (Nadelton), insbesondere dem Gesang des Hauptdarstellers Al Jolson, brachte dem Tonfilm den kommerziellen Durchbruch und gilt allgemein als Beginn der Tonfilmzeit.
- 1929: Der erste deutsche, vollständig mit Ton gedrehte Spielfilm Melodie des Herzens feierte am 16. Dezember 1929 in Berlin seine Kinopremiere. Der Hauptdarsteller des Films, Willy Fritsch, sprach den ersten vollständigen Satz: „Ich spare nämlich auf ein Pferd!“[6]
- Der Stummfilm wurde bis etwa 1936 weltweit durch den Tonfilm abgelöst. Die Filmgesellschaften bauten eigene Musikabteilungen auf. Für jeden neuen Film entstand eine neue Filmmusik. Bild- und Tonaufnahmen (Sprache, Geräusche, Musik) erfolgten getrennt.

Der größte europäische Tonfilmaufnahme- und -abspielgerätehersteller war die deutsch-niederländische Küchenmeister-Tobis-Klangfilm-Gruppe, welche ihren Anfang fand, als im August 1928 die schweizerische Tri-Ergon-Musik-AG sich mit dem niederländisch-deutschen Küchenmeister-Konzern und einigen anderen Unternehmen zusammenschloss, um die verschiedenen Tonfilm-Patente in einer Hand zu vereinigen. Hinter dem Ringen um ein eigenes Patent steckte die Absicht, sich der Konkurrenz durch die amerikanische Firma Warner Bros. zu entledigen, die ein Patent der Western Electric nutzte.
Weltweit konnten sich Western Electric und Küchenmeister-Tobis-Klangfilm als führende Tonfilmgeräte-Hersteller behaupten. Da die Unternehmen darauf bestanden, dass die mit ihren Geräten hergestellten Filme auch auf Abspielgeräten derselben Firma abgespielt werden, kam es zu einigen Klagen wegen Lizenzverstößen, aber auch wegen Patentverletzungen. Am 22. Juli 1930 einigten sich die beiden Unternehmen auf ein Tonfilm-Patentabkommen, den sogenannten „Pariser Tonfilmfrieden“. Diese Vereinbarung sah eine exklusive Aufteilung des Weltmarkts untereinander vor. Ein gemeinsames Vorgehen gegen unlauteren Wettbewerb und Patentverletzungen Dritter wurde angekündigt. Dieses Abkommen bedeutete für sämtliche kleinen Tonfilmapparaturenhersteller einen schweren Schlag, zumal sie in diesem Abkommen nicht vorgesehen waren. Nur in Einzelfällen wurden weitere Unternehmen nachträglich in das Abkommen mit aufgenommen. So etwa die österreichische Selenophon Licht- und Tonbildgesellschaft, die nicht zuletzt aufgrund politischer Interventionen weiterbestehen konnte (siehe auch: Geschichte des frühen österreichischen Tonfilms).

## Verfahren

### Nadeltonverfahren
Die Spielfilme der späten 1920er Jahre wurden auf Rollen präsentiert, die eine Vorführlänge von maximal 16 Minuten hatten, danach musste auf einen zweiten Projektor gewechselt werden. Zur Vertonung wurde eine Langspielplatte entwickelt, die zunächst eine Spieldauer von zwölf Minuten hatte. Diesen Medienverbund bezeichnet man auch als Nadeltonverfahren. Es wurde in den 1930er Jahren vom Lichtton abgelöst.
Der von vielen Kritikern als erster vollwertiger Sprech-Spielfilm betrachtete „Der Jazzsänger“ (USA, 1927) mit Al Jolson unter der Regie von Alan Crosland war bedingt durch seinen prominenten Darsteller auch mehr ein Musikfilm und noch im Vitaphone-Verfahren (Ton auf Platte, 33⅓ min−1) gefertigt. Die Monologe und Dialoge waren improvisiert. Warner Bros. hatten nur beabsichtigt, einen Film zu drehen, in dem Musik und Gesang synchronisiert wurde, wodurch kein Dialogmanuskript notwendig war. So erklärt sich auch der Inhalt des ersten Monologs Jolsons: „Warten Sie einen Moment, warten Sie einen Moment! Sie haben ja bis jetzt noch nichts gehört. Wollen Sie Toot-toot-tootsie hören? Ganz recht, einen Moment.“ Dabei war „Sie haben ja bis jetzt noch nichts gehört.“ (you ain't heard nothin' yet) eine seiner berühmtesten Wendungen, die er auch bei seinen üblichen Bühnenauftritten präsentierte. Die einzige weitere Sprachsequenz war mit zumindest 354 Wörtern deutlich länger und spielt sich zwischen Jolson (340), Eugenie Besserer (13) und schließlich Warner Oland ab, der sogar nur ein einziges Wort sagen durfte – und zwar bezeichnenderweise „Stop“.
Der erste Film mit durchgehend synchronisierten Dialogen war „Lights of New York“, 1928 unter der Regie von Bryan Foy gedreht. Er hatte knapp eine Stunde Spielzeit.

### Lichttonverfahren

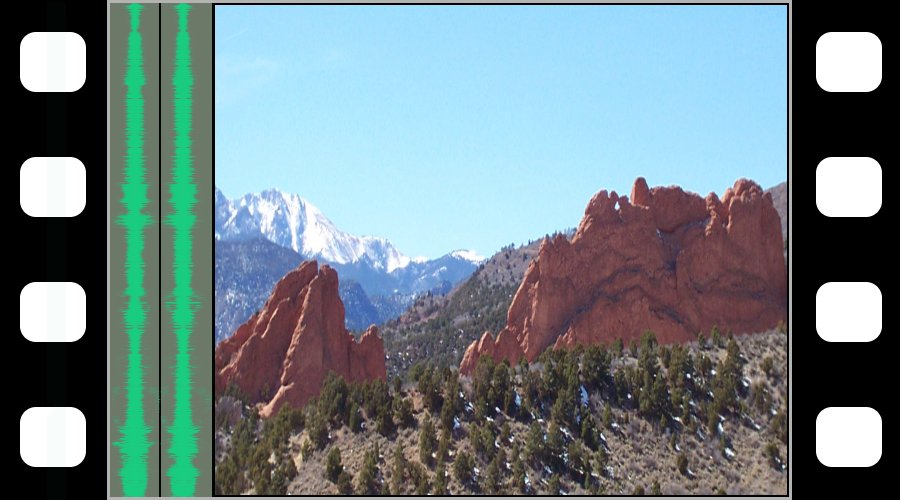
35-mm-Kinofilm mit Tonspur aus zwei Doppelzackenspuren

Ein Pionier des Lichttonverfahrens war der deutsche Ingenieur Hans Vogt (1890–1979), der mit seinen Kollegen Joseph Massolle (1889–1957) und Joseph Benedict Engl (1893–1942) in der Gesellschaft Tri-Ergon (griech.-lat.: „Werk der drei“) die Tonfilm-Idee verwirklichte. Das Labor der drei, in dem auch die Entwicklung des Verfahrens stattfand, befand sich in Berlin, Babelsberger Straße 49 (Gedenktafel am Hauseingang). Bei der Verwirklichung ihres Tonfilm-Systems meldeten die drei Techniker über 150 Patente an. Als weitere Pioniere werden der polnische Ingenieur Józef Tykociński-Tykociner (1877–1969) und Sven Berglund, welcher die erste öffentliche Vorführung von lippensynchronem Tonfilm mittels des Lichttonverfahrens am 17. Februar 1921 in Stockholm veranstaltete, angesehen. Am 26. Februar 1921 wurde dann in Deutschland der erste „sprechende Film“ vorgeführt, eine Aufnahme der Sprechkünstlerin Friedel Hintze, die Goethes Gedicht „Heideröschen“ vortrug. Am 17. September 1922 wurde in Berlin im Alhambra-Kino auf dem Kurfürstendamm vor 1000 Zuschauern der erste deutsche Tonfilm der Öffentlichkeit präsentiert. Vogt hatte mit seiner Idee einer integrierten Lichttonspur hieran maßgeblichen Anteil. Die Vorführkopie war ein 42 mm breiter Film.
Einer der Filme war der erste dramatische Dialogfilm „Der Brandstifter“. Alle übrigen waren reine Orchesterfilme mit Vokal-Begleitung, die von der Kritik gemischt aufgenommen wurden. Die Kritik der Presse richtete sich dabei nicht gegen das technische, sondern gegen das inhaltliche Niveau der Dialoge. Vorausschauend erkannten sie, dass dadurch die eigentliche Kunst des Stummfilms, die Pantomime, auf Dauer zerstört werden würde.
1922/23 produzierte Lee de Forest seine ersten kommerziell vertriebenen Tonfilme („De Forest Phonofilms“) Songs of Yesterday und Noble Sissle and Eubie Blake Sing Snappy Songs. „Phonofilms“ wurden bis 1927 hergestellt, dann wurde das System an Fox Pictures verkauft und zu „Movietone“ umbenannt.
Beim Tonfilm wird die Tonspur neben den Bildern auf dem Film aufgebracht. Mit einer Lampe wird diese Spur beleuchtet und auf eine elektrische Fotozelle übertragen. Die unterschiedlichen elektrischen Spannungen, welche die unterschiedliche Helligkeit verursacht, wird mittels Verstärker und Lautsprecher in hörbare Töne umgewandelt.
Durch die Kopplung von Ton und Bild auf dem gemeinsamen Streifen wird die Erhaltung der Synchronisation zwischen beiden gewährleistet. (fachl.: zwangssynchron)
Weil der Film zur Darstellung der Bilderfolge zwischen Schleifen abgesetzt bewegt wird, kann die Ton-Information nicht neben ihrem entsprechenden Einzelbild platziert sein. Sie wäre dann immer gerade auf Höhe des Bildfensters, womit die Tonspur ebenfalls ruckartig angehalten und bewegt werden würde. Ein unverständliches Rattern wäre die Folge. Da die Tonspur wie auch bei der Schallplatte oder beim Tonband gleichförmig bewegt werden muss, wird der Film über eine Rolle mit Schwungmasse geführt. Das eliminiert auch noch die Reste des Transportruckens mechanisch. Bei einem international genormten Abstand (fachl.: Versatz) zwischen Bildfenster und Tonkopf von 20 Bildern (+/− 0,5), der dem Versatz Bild/Ton auf dem Film entspricht, ist dann der Ton ohne Jaulen und bildsynchron zu hören.
Es gibt grundsätzlich zwei Verfahren der Schallaufzeichnung, die Zackenschrift und die Sprossenschrift. Bei der Zackenschrift wird die Modulation durch unterschiedlich breite Belichtung erreicht, bei der Sprossenschrift durch unterschiedlich starke Belichtung bei konstanter Breite der Tonspur. Später setzte sich die Zackenschrift durch. Bei der Zackenschrift war der Ton weniger verrauscht, also klarer. Grund: Bei der Sprossenschrift wechselt über die ganze Tonspurbreite die Helligkeit, bei Ruhe bleibt es gleichmäßig grau. Das bedeutet, die Körnung des Filmmaterials, etwaiger Schmutz u. a. erzeugen bei Abtastung der Spur ein zu lautes Grundrauschen. Bei der Zackenschrift wird bei Ruhe die Tonspur fast komplett schwarz, es bleiben nur zwei sehr schmale helle Streifen. Diese Streifen bedeuten bei der Abtastung nur zwei kleine weiße Punkte in einer ansonsten schwarzen, also lichtundurchlässigen Fläche. Schwarz heißt: keine sichtbare Körnung, keine Abbildungen von Schmutz – und damit auch ein erheblich geringeres Grundrauschen als bei der Sprossenschrift. Bei der 35mm-Filmproduktion war die sogenannte Lichttonkamera mit Zackenschrift bei der Filmton-Endfertigung bis ca. 1962 ständig im Einsatz. Unabhängig davon einigten sich bereits Ende der 1930er Jahre die Filmproduzenten und Kinobesitzer auf einen Tonaufnahme- und Tonwiedergabe-Standard. Die Lichttonabtastung erfolgte ohnehin sowohl bei Sprossen- wie bei Zackenschrift mit technisch gleichen Geräten. Das Lichttonverfahren wird auch heute noch für die Tonwiedergabe verwendet.

### Magnettonverfahren
Mit dem Magnettonverfahren wurde seit den 1930er-Jahren versucht, den Lichtton abzulösen; diese Versuche waren jedoch nicht dauerhaft erfolgreich. 1948 nahm die Schallaufzeichnung auf Magnetband und Magnetfilm ihren Anfang bei den vermögenden Studios in Hollywood. Heute wird eine Kombination eingesetzt: Die originale Tonaufnahme wird von Magnetband auf Magnetfilm überspielt. Nach dem Synchronisieren zum Bild und dem Schnitt dieser Tonkopie werden die klassischen drei Elemente Dialoge, Effekte (Geräusche, „Atmosphäre“) und Musik gemischt und vom fertig gemischten Master eines oder zwei Tonnegative angefertigt. Bildnegativ und Tonnegativ werden in einem Gang „verheiratet“, wie der Jargon geht, wobei ein so genanntes kombiniertes Positiv zur Vorführung entsteht.

### Neuere Tonverfahren
1976 kam ein bahnbrechendes Tonsystem in die Kinos: Dolby Stereo mit 4 Tonkanälen. Erster Film nach dem Verfahren war Tommy (1975) mit der Rockgruppe The Who. 1987 wurde durch Dolby SR (Spectral Recording) die Tonqualität erheblich verbessert, es blieb allerdings bei vier Kanälen. Seit 1992 gibt es mit Dolby Digital, DTS und SDDS qualitativ sehr hochwertige Tonsysteme, die sogar fünf bzw. sieben Tonkanäle und einen Subwoofer-Bass-Kanal unterstützen (Kanalschema 5.1 bzw. 7.1).